# Ventriculus laryngis

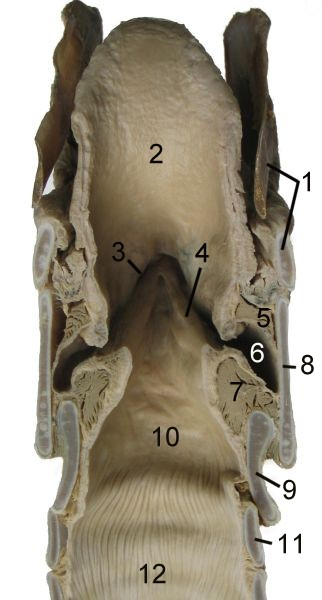
Horizontalschnitt durch den Kehlkopf eines Pferdes – Ansicht von oben
1 Zungenbein (Os hyoideum), 2 Kehldeckel (Epiglottis), 3 Vorhoffalte (Plica vestibularis), 4 Stimmfalte (Plica vocalis), 5 Musculus ventricularis, 6 seitliche Kehlkopftasche (Ventriculus laryngis), 7 Musculus vocalis, 8 Schildknorpel (Cartilago thyroidea), 9 Ringknorpel (Cartilago cricoidea), 10 Cavum infraglotticum, 11 erster Luftröhrenknorpel, 12 Luftröhre (Trachea)

Ventriculus laryngis („Kehlkopftasche“) ist eine Ausstülpung der Schleimhaut des Innenraums des Kehlkopfs zur Seite beim Menschen sowie bei Hunden, Pferden und Schweinen aber auch einigen Primaten, so den Brüllaffen. Sie stülpt sich dabei zwischen Taschen- und Stimmband, die damit auch den Zugang zur Kehlkopftasche begrenzen.

## Klinische Bedeutung
Beim Menschen kann sich eine als Laryngozele bezeichnete Aussackung des Ventriculus laryngis bilden.

Im klinischen Jargon wird der Ventriculus laryngis auch als Morgagni-Ventrikel, Morgagni-Tasche oder Ventriculus Morgagni nach Giovanni Battista Morgagni bezeichnet.
Bei Pferden mit Kehlkopfpfeifen wird operativ durch die Resektion der Schleimhaut der Kehlkopftasche und anschließender Naht durch den Narbenzug eine Straffung der Stimmfalten erreicht.